# Краківське князівство
Краківське князівство – удільне князівство утворене з сеньйорської одиниці Краківська земля, що утворена 1138 року. Після 1314 року Краківське князівство було перетворене на воєводство краківське.

## Історія
Після поділу польської держави, у час удільного роздроблення у 1138 році, між синами Болеслава III Кривоустого, Краківська земля була надана, незалежно від Сілезії, старшому з них, Владиславу II Вигнанцеві. Починаючи з 1173 року земля належала сеньйору Мешку III Старому. В результаті повстання проти нього в 1177-1191 роках уділом заволодів Казимир II Справедливий. Після 1314 року краківська земля була перетворена на краківське воєводство, що у незмінному вигляді згодом увійшла до адміністративного  складу Першої Речі Посполитої.

## Дивись також
- Краківська земля

Шаблон:Польські лени